# Sesbania tomentosa
Sesbania tomentosa là một loài thực vật có hoa trong họ Đậu. Loài này được Hook. & Arn. miêu tả khoa học đầu tiên.

## Hình ảnh

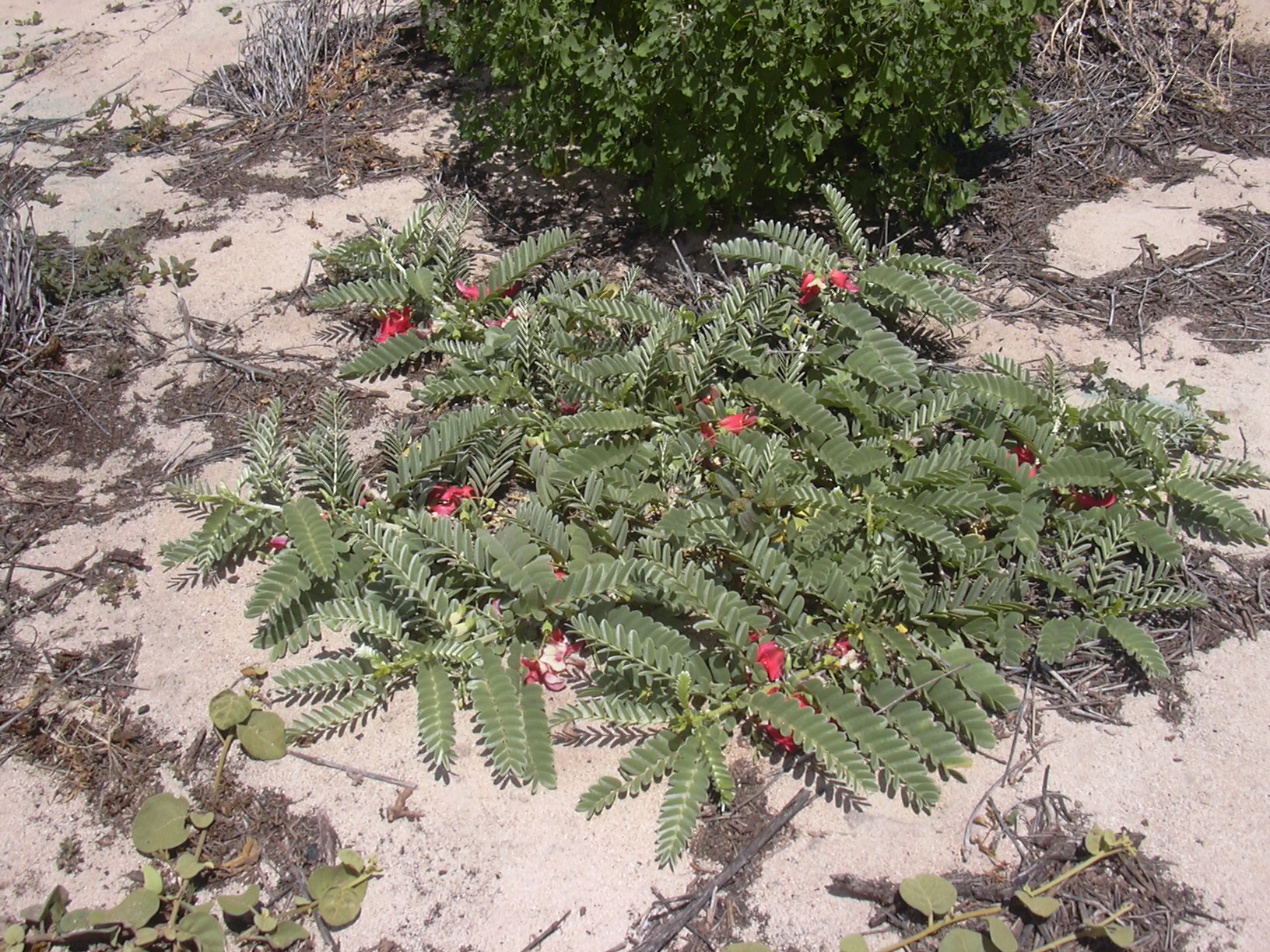
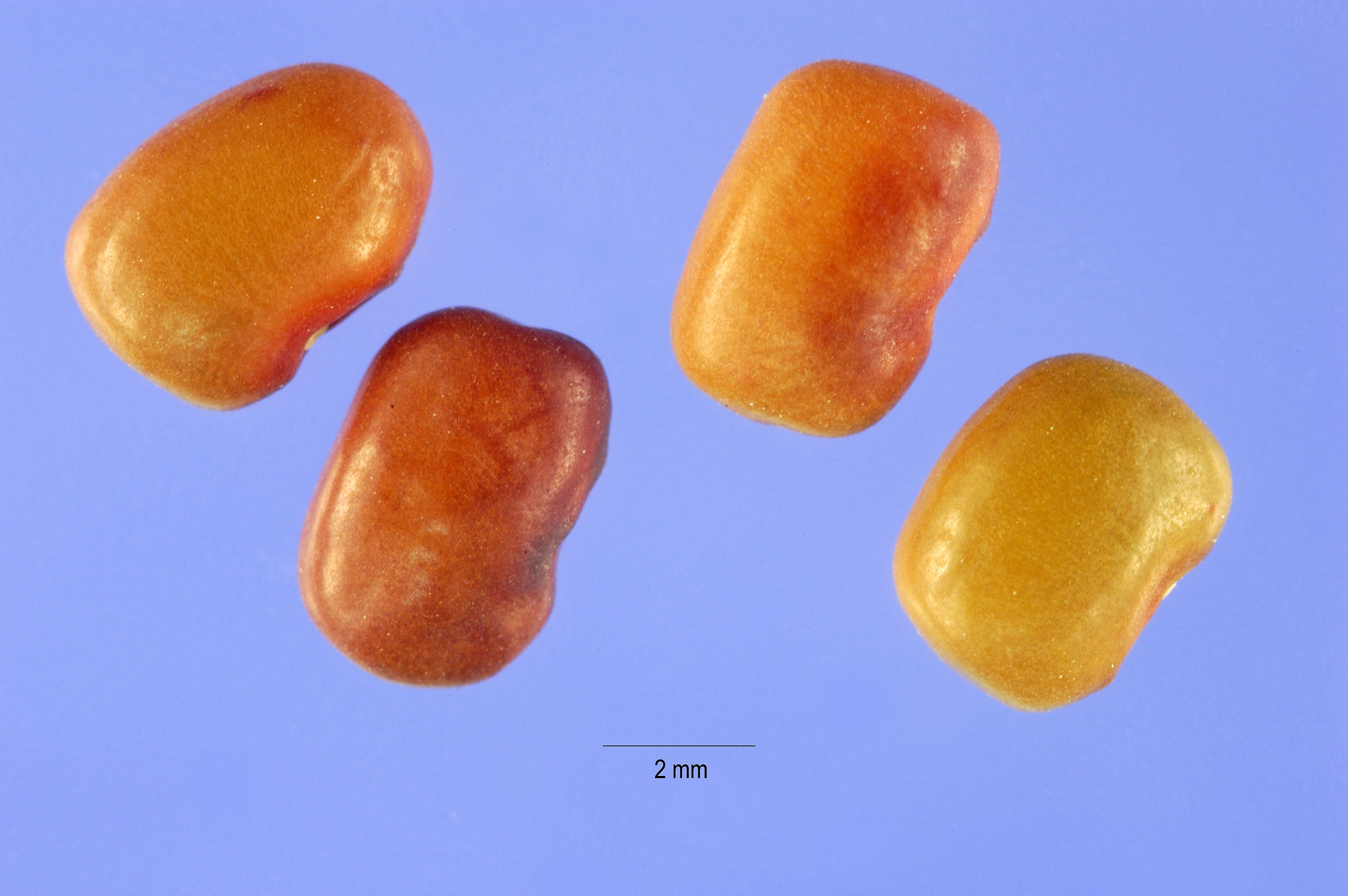
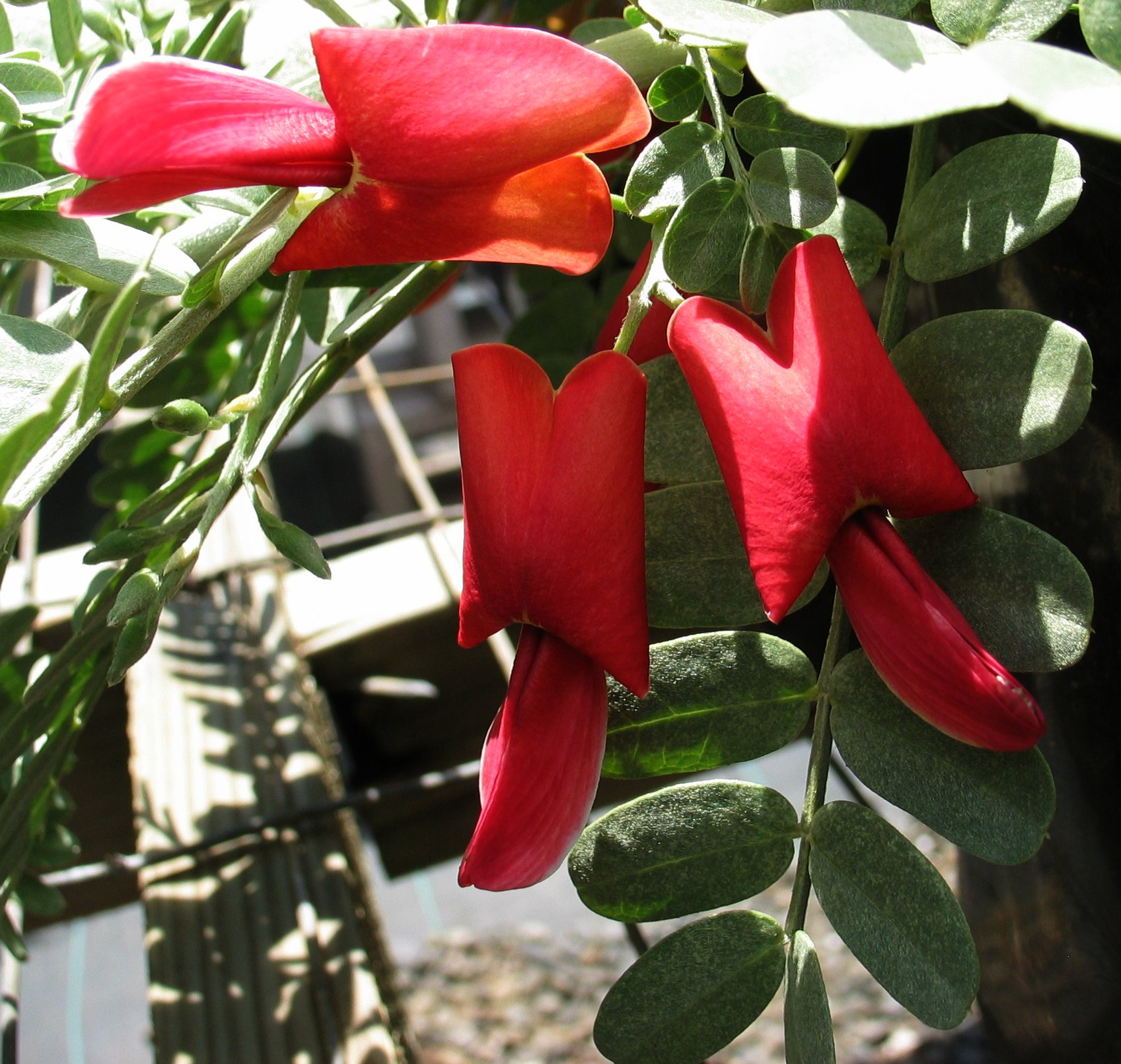
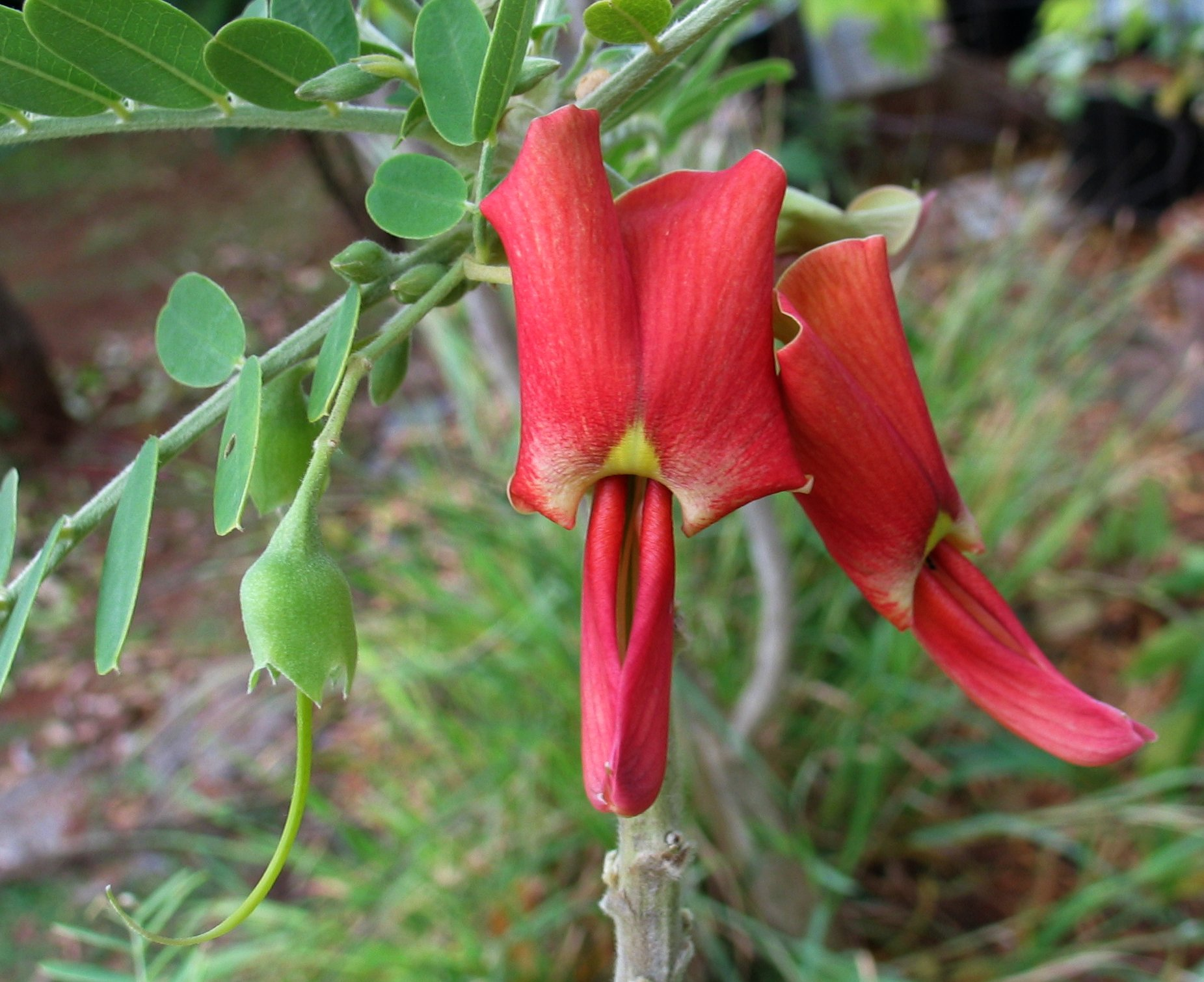